# Aroga aristotelis
Aroga aristotelis is een vlinder uit de familie tastermotten (Gelechiidae). De wetenschappelijke naam is, als Gelechia aristotelis, voor het eerst geldig gepubliceerd in 1876 door Millière.
De soort komt voor in Europa.